# Tadeusz Chmielewski (muzyk)
Tadeusz Chmielewski (ur. 22 listopada 1941 w Wilnie, zm. 17 października 2012 w Warszawie) – polski pianista – solista i kameralista, pedagog, profesor zwyczajny Akademii Muzycznej w Łodzi.

## Życiorys
Urodził się 22 listopada 1941 w Wilnie, w rodzinie o tradycjach muzycznych – jego matka była nauczycielką gry na fortepianie, a jego babcia była absolwentką Konserwatorium w Charkowie. Rodzina Chmielewskiego po II wojnie światowej przeprowadziła się do Łodzi. Tam Tadeusz Chmielewski od 8 roku życia uczył się prywatnie gry na fortepianie, a następnie podjął naukę w Ludowym Instytucie Muzycznym w Łodzi, będąc uczniem Weroniki Porębiny. W 1955 ukończył z wyróżnieniem naukę w Państwowej Podstawowej Szkole Muzycznej, następnie rozpoczął edukację w Państwowym Liceum Muzycznym jako podopieczny Emilii Rogalskiej, a po 3 latach również Marii Wiłkomirskiej. Następnie pod kierunkiem Wiłkomirskiej studiował w Państwowej Wyższej Szkole Muzycznej, w której naukę ukończył z wyróżnieniem w 1965.
W październiku 1965 rozpoczął pracę jako asystent w klasie Bożeny Matulewicz-Szymonowicz w PWSzM. W 1968 dostał się na staż zorganizowany przez Ministerstwo Kultury i Sztuki, na który wyjechał do Moskwy, gdzie podjął naukę w Konserwatorium Moskiewskim pod kierunkiem Jakowa Zaka.
Chmielewski wróciwszy do Łodzi został asystentem w klasie Marii Wiłkomirskiej. W 1971 zdał kwalifikację I stopnia (odpowiednik doktora sztuki) i podjął pracę jako adiunkt w Katedrze Fortepianu. Kwalifikację II stopnia (odpowiednik doktora habilitowanego) oraz pracę na stanowisku docenta otrzymał w 1977. W 1979 został kierownikiem Katedry Kameralnej. W latach 1980–1981 piastował funkcję dziekana Wydziału Instrumentalnego, a w okresie od października 1981 do 2005 pełnił funkcję kierownika Katedry Fortepianu. W 1988 uzyskał tytuł profesora.
Tadeusz Chmielewski był organizatorem konkursów pianistycznych dla studentów i uczniów szkół muzycznych, na przestrzeni lat zmieniającymi swoją formułę. W 2002 zostały przekształcone w Ogólnopolski Konkurs Chopinowski im. Władysława Kędry, organizowany nieregularnie co kilka lat, którego patronem jest pianista – Władysław Kędra. Jest również inicjatorem organizowanych w Polsce edycji Konkursu Pianistycznego im. Miłosza Magina. Chmielewski był również jurorem m.in. Konkursu im. Karola Szymanowskiego w Łodzi (od 1983) organizowanego przez Łódzkie Towarzystwo Muzyczne im. Karola Szymanowskiego. Do najbardziej utytułowanych uczniów Chmielewskiego należą Monika Rosca i Tomasz Bartoszek.
Chmielewski należał do grupy eksperckiej dopuszczającej muzyków do Konkursów Chopinowskich, których w latach 1995–2005 był jednym z głównych organizatorów. Był członkiem Wydziału Sztuki i Nauk o Sztuce Łódzkiego Towarzystwa Naukowego, a także pełnił funkcję Prezesa Towarzystwa im. F. Chopina w Warszawie (1991-2001). W okresie od 2004 do 2005 był członkiem Rady Programowej Narodowego Instytutu Fryderyka Chopina w Warszawie. Był również honorowym przewodniczącym Europejskiego Towarzystwa Pianistów Pedagogów.
Zmarł w Warszawie, pochowany 25 października 2012 w części katolickiej Starego Cmentarza w Łodzi.

### Kariera Muzyczna
Tadeusz Chmielewski wykonywał utwory solistyczne i kameralne. Występował zarówno w Polsce, krajach europejskich, USA, Kanadzie, Japonii i Ameryce Południowej. W 1970 zaangażował się we współpracę z Wandą Wiłkomirską, z którą występował do 2002. Nagrali wspólnie wszystkie utwory skrzypcowo-fortepianowe artystów takich jak: Karol Szymanowski, Johannes Brahms, Ludwig van Beethoven, Grażyna Bacewicz, Siergiej Prokofjew i Frederick Delius. Chmielewski występował również z innymi artystami, takimi jak:. K. Danczowska, P. Pławner, B. Górzyńska, W. Walasek, Z. Piernik, M. Grabarczykiem, A. Hiolski, J. Woś, R. Totenberg, A. Rosand, P. Zazofsky, W. Brodski, A. Erduran, K. Urushihara, E. Kawguri, A. Konishi, N. Wakayatash i F. Lack. Koncertował również ze swoim synem – Przemysławem Chmielewskim Częstokroć jako pianista towarzyszył skrzypkom na konkursach skrzypcowych, w tym: Międzynarodowych Konkursach Skrzypcowych im. H. Wieniawskiego w Poznaniu, Konkursie w Genui (1970), Konkursie „Praska Wiosna” (1968), na których był nagradzany za partie fortepianowe.

## Członek w jury
Chmielewski był również jurorem konkursów takich jak m.in.:
- Konkurs im. Karola Szymanowskiego w Łodzi (od 1983), organizowany przez Łódzkie Towarzystwo Muzyczne im. Karola Szymanowskiego[4].
- Konkurs im. Aleksandra Tansmana w Łodzi (trzykrotnie),
- Konkurs im. M. Magina w Paryżu, Łodzi i Włocławku;
- Konkurs im. F. Chopina w Mariańskich Łaźniach (Czechy),
- Międzynarodowy Konkurs Chopinowski Dzieci i Młodzieży w Szafarni (od 1993),
- Estrada Młodych podczas Festiwali Pianistyki Polskiej w Słupsku (od 1992),
- Konkursy stypendialne Towarzystwa im. F. Chopina w Warszawie (od 1990)[2].

## Odznaczenia i nagrody
- Honorowa Odznaka Miasta Łodzi
- Odznaka tytułu honorowego „Zasłużony Nauczyciel Polskiej Rzeczypospolitej Ludowej”
- Krzyż Oficerski Orderu Odrodzenia Polski
- Krzyż Kawalerski Orderu Odrodzenia Polski
- Honorowy Medal Towarzystwa im. A. Rubinsteina w Tel Awiwie
- Srebrny Medal „Zasłużony Kulturze Gloria Artis” (2009)[5]
- Nagrody Ministra Kultury i Dziedzictwa Narodowego I, II i III stopnia
- Nagrody Rektora Akademii Muzycznej w Łodzi I, II i III stopnia[2]
- Wyróżnienie na Konkursie Mozartowskim w Katowicach (1953)
- Nagroda na I Konkursie Muzyki Dawnej w Łodzi
- I nagroda na II Festiwalu Młodych Muzyków w Gdańsku (1967)[2]